# تپه چغا سبزه
تپه چغا سبزه مربوط به عصر فلز است و در شهرستان اسلام آّباد غرب، بخش مرکزی، دهستان حومه جنوبی، ۸۰۰ متری شرق روستای فیروز آباد، ۷۰ متری جنوب جاده اسلام‌آباد به کرند واقع شده و این اثر در تاریخ ۱۴ اسفند ۱۳۸۵ با شمارهٔ ثبت ۱۷۸۴۵ به‌عنوان یکی از آثار ملی ایران به ثبت رسیده است.